# NGC 155
NGC 155 (ook wel PGC 2076, MCG -2-2-55 of NPM1G -11.0022) is een lensvormig sterrenstelsel in het sterrenbeeld Walvis.
NGC 155 werd op 1 september 1886 ontdekt door de Amerikaanse astronoom Lewis A. Swift.